# Наста Ройц
Наста Ройц (хорв. Nasta Rojc; 6 листопада 1883, Б'єловар — 6 листопада 1964, Загреб) — хорватська художниця.

## Біографія
Наста Ройц народилася у родині політика Мілана Ройца. Почавши захоплюватися живописом, вона зіткнулася з нерозумінням з боку батька, яке їй вдалося подолати лише вийшовши у 1910 році заміж за художника із забезпеченої родини Бранко Шеноа.
Свої перші художні навички вона здобула у Б'єловарській гімназії у Йосипа Хохнеца та у приватній школі Отона Івековича у Загребі, де написала свої перші картини: «Ulica u snijegu» (1900—1902) та «Imanje Rojčevo i Snopovi žita». Потім вона переїхала до Відня, де з 1902 по 1904 рік навчалася у жіночій художній школі у Людвіга Міхалека, Ганса Тіхі та Тіни Блау, за допомогою якої Ройц у 1905 році створила пленер «Motiv iz Bistre». Через два роки він переїхав до Мюнхена для навчання в жіночій академії у Гайнріха Кніра та Ангело Янка. Там вона завела знайомство зі скульптором Мирославом Кралєвичем, що спонукало її повернутися у Відень для вивчення скульптурного ремесла.
Під кінець Першої світової війни Ройц стала членом суфражистської течії та написала автобіографію, в якій описувала свій шлюб із Браніміром Шеноа. У 1924 році вона вирушила в подорож Англією та Шотландією з двома офіцерами британської армії, під час якого написала кілька картин з яких виділяється «Naš auto u Škotsko» — перше зображення автомобіля, створене хорватським художником.

## Особисте життя
Наста Ройц була лесбійкою, а її шлюб з Бранко Шеноа був формальним. Вона мала романи з низкою жінок, зокрема з мисткинею Дорою Кар оперною співачкою сопрано Мілкою Трніною. Вона вела фактично відкрите лесбійське життя.